# 万田乡 (瑞金市)
万田乡，是中华人民共和国江西省赣州市瑞金市下辖的一个乡镇级行政单位。

## 行政区划
万田乡下辖以下地区：
万田村、井垄村、青坝村、木瓜村、板仓村、茶亭村、麻地村和东坑村。